# Global Telecom Holding
Pour les articles homonymes, voir Orascom.
Global Telecom Holding (GTH) anciennement Orascom Telecom Holding (OTH) est une entreprise égyptienne de téléphonie et de nouvelles technologies présente au Moyen-Orient, en Asie, en Afrique, et en Europe. Elle compte plus de 50 millions d’abonnés dans le monde. Son directeur et principal actionnaire est l'homme d'affaires égyptien Naguib Sawiris. Orascom Telecom Holding a été rebaptisé Global Telecom Holding en 2013. Elle est membre du groupe Veon depuis 2019.

## Histoire
En 1997, Orascom Telecom Holding (OTH) a été créé en tant qu'entité distincte pour consolider les intérêts en matière de télécommunications et de technologie du groupe de sociétés Orascom créé en 1976.
En 2007, OTH cède sa filiale iraquienne IraQna au koweïtien Zain pour 1,2 milliard de dollars. Cette vente s'explique par la mésentente entre OTH et le kurde Korek Telecom (en) qui se partageaient IraQna en joint-venture (70%-30 %), mésentente qui poussa Naguib Sawiris à se défaire de sa filiale irakienne.
En 2009, OTH revend 75 % de sa filiale tunisienne Tunisiana à Qatar Telecom (Qtel) et 25 % à El Karama Holding (anciennement Princesse Holding) dirigé par Mohamed Sakhr El Materi pour un montant total de 1,2 milliard de dollars. À l'issue de ce rachat, en 2014, Tunisiana devient Ooredoo.
En 2010, la société russe VimpelCom a acquis Orascom Telecom ainsi que Wind Telecomunicazioni de Weather Investments de l'entrepreneur égyptien Naguib Sawiris et a fusionné les deux sociétés pour former Global Telecom Holding, basée au Caire. Sont exclues de cette transaction les activités en Corée du Nord (Koryolink) et en Égypte, qui ont été transférées à Orascom Telecom Media and Technology Holding, qui reste détenue majoritairement par Naguib Sawiris. Les activités italiennes de Wind Telecomunicazioni relèvent directement de la société mère Vimpelcom et ne font pas partie de Global Telecom Holding.
En avril 2014, l'état algérien rachète 51 % d'Orascom Telecom Algérie pour 2,6 milliards de dollars à Vimplecom.

## Organisation
OTH fait partie du groupe Orascom qui comporte quatre branches :
- Orascom telecom (OTH) présidée par Naguib Sawiris
- Orascom Construction Industries (OCI) présidée par Nasef Sawiris
- Orascom Hotels and Development (OHD) promoteur de El Gouna, Taba Heights et Tala Bay Aqaba présidée par Sameh Sawiris
- Orascom Technology Solutions (OTS) présidée par Naguib Sawiris

### Filiales, participations minoritaires
- Algérie : Orascom Telecom Algérie (OTA), crée en juillet 2001, OTA est actuellement leader avec plus 67 % du marché de la téléphonie mobile en Algérie. Sa stratégie commerciale est basée sur quatre marques commerciales : Djezzy, Allo ota, OTAxiphone, Imtiyaz. Depuis 2014, l'état algérien possède 51 % des parts d'OTA[8].
- Bangladesh : Orascom Telecom Bangladesh Ltd, devenu Banglalink[9]
- Chine : participation minoritaire dans Hutchison Telecom, filiale de Hutchison Whampoa basée à Hong Kong.
- Corée du Nord : développement d'un réseau 3G à travers la marque commerciale Koryolink depuis 2011, filiale commune à 75%-25 % avec le ministère des postes et des télécommunications[10]
- Égypte : marque commerciale Mobinil, filiale commune avec Orange.
- Italie : Wind telecom, racheté en même temps qu'Orascom Telecom par Vimpelcom[11]
- Pakistan
- Zimbabwe
- Burundi : U-COM Burundi (leo) est une propriété d'Orascom.